# Léon Maître
Pour les articles homonymes, voir Maître.
Léon Maître, né le 29 novembre 1840 à Troyes et mort le 14 août 1926 à Nantes, est un archiviste et historien français.

## Biographie
Élève du petit séminaire de Notre-Dame-des-Champs durant trois ans, il réussit le concours d'entrée à l'École impériale des chartes à Paris, où il obtient le diplôme d'archiviste paléographe avec une thèse intitulée Écoles épiscopales et monastiques de l'Occident depuis Charlemagne. 
À sa sortie de l'École des chartes en 1865, il est nommé archiviste départemental de la Mayenne, puis en 1869 de la Loire-Inférieure. 
Il est élu président de la société académique de Nantes en 1881. Il est également membre non-résident du Comité des travaux historiques et scientifiques entre 1886 et 1914. Entre 1896 et 1901 il conduit les recherches archéologiques dans l'abbatiale de Saint-Philbert-de-Grand-Lieu. 
Très marquées par l'approche méthodologique de Bizeul, 
ses recherches archéologiques tombèrent dans l'oubli faute de réédition. 
Mais ses contemporains ont souligné l'ampleur de sa production scientifique 
dans le domaine de l'archéologie antique et médiévale de la Loire-Inférieure.
Il prend sa retraite d'archiviste en 1910, à l'âge de 70 ans. En 1921, il est fait chevalier de la Légion d'honneur. 
Selon plusieurs sources,,, il est mort le 10 août 1926, mais dans le registre du cimetière La Bouteillerie où il est enterré le 17 août 1926, sa date de décès est le 14 août, ce que confirme l'extrait des actes de décès de Nantes figurant dans son dossier de Légion d'honneur. Il est indiqué qu'il est « archiviste honoraire », et qu'il réside alors au numéro 342 de la place des Enfants-Nantais.

## Hommages
Une rue de Nantes, à la pointe est de l'île Feydeau, et une rue de Pornic portent son nom.

## Œuvres
Source : catalogue de la Bibliothèque nationale de France.
- Histoire administrative des anciens hôpitaux de Nantes, Nantes, Veuve Camille Mellinet, 1875, 390 p.
- Dictionnaire topographique du département de la Mayenne, comprenant les noms de lieu anciens et modernes, Paris, Société de l'industrie de la Mayenne, 1878, 356 p.
- La Station romaine de Mauves, Paris, Imprimerie nationale, 1886, extrait du Bulletin archéologique du comité des travaux historiques et scientifiques, no 3 de 1886.
- L'ancienne Baronnie de La Roche-Bernard, Nantes, E. Grimaud, 1893.
- Les Chatelliers paroissiaux en Bretagne, Vannes, Lafolye, 1894.
- Côtes bretonnes et vendéennes de la Vilaine à Olonne. Guide du baigneur, Nantes, Imprimerie moderne, 1895.
- L’Église de Saint-Philbert est-elle carolingienne ou de l'époque romane ?, 1901, 9 p.
- Géographie de la Loire-Inférieure, Nantes, T. Veloppé, 1902, 224 p.
- Dictionnaire des lieux habités de la Loire-Inférieure... comprenant les communes, villages, hameaux, châteaux, fermesse, écarts, Nantes, Archives départementales, 1909, 176 p.
- Les Hypogées et les cryptes des églises du Poitou antérieures à l'an mille, Niort, Clouzot, 1909, 76 p.